# Ferdinand Otto Miksche
Podplukovník Ferdinand Otto Miksche (11. dubna 1905 Karviná – 23. prosince 1992 Le Chesnay) byl československý důstojník, účastník španělské občanské války, příslušník odboje během druhé světové války, vojenský pedagog a teoretik.

## Život

### Mládí
Ferdinand Otto Miksche se narodil 11. dubna 1905 v Karviné v rodině rakousko-uherského podplukovníka, pozdějšího vrchního inspektora Československých státních drah. Matka mu zemřela, když mu bylo jedenáct. Obecnou školu navštěvoval v Těšíně, reálné gymnázium v Košicích. Po maturitě nastoupil v roce 1922 na vojenskou akademii v Budapešti, tu ale nedokončil. Odveden do československé armády byl v roce 1927 a po základní službě v Mukačevu absolvoval i dvouletou školu pro záložní důstojníky v Hranicích. Poté do roku 1935 sloužil u dělostřeleckého pluku v Košicích. Dosáhl hodnosti rotného aspiranta.

### Španělská občanská válka
V říjnu 1936 odešel Ferdinand Otto Miksche z Československa a vstoupil do služeb vlády španělské republiky stojící proti povstalcům Francisca Franca jako smluvní důstojník. Nejdříve působil v dělostřeleckém učilišti a poté velel dělostřelecké baterii interbrigád na jižní frontě. V silně levicovém prostředí působil silně apoliticky, okřídleným se stal jeho výrok v dopise adresovaném ústřednímu výboru KSČ, aby posílali více vojáků než soudruhů. Ve vězení se ocitl poté co se pokusil zbavit svou jednotku politických činovníků, jako cenný odborník byl ale opět propuštěn. Po zhroucení republikánské moci přešel v únoru 1939 do Francie a usídlil se v Paříži.

### Druhá světová válka
Po vypuknutí druhé světové války se Ferdinand Otto Miksche již 3. září 1939 v Agde nechal dobrovolně odvést do československé zahraniční armády. Sloužil jako poručík u dělostřeleckých jednotek, ale ty díky rychlému ukončení německého tažení ve Francii nestihly dokončit výcvik a zapojit se do bojů. Po přesunu do Velké Británie trpěla naše armáda přebytkem důstojníků a pro Ferdinanda Miksche neměla odpovídající uplatnění. Využil proto žádosti armády Svobodné Francie, která trpěla právě opačným problémem, a vstoupil se svolením Edvarda Beneše 16. dubna 1941 do jejích služeb. Již v listopadu téhož roku začal sloužit v jejím hlavním štábu, od května 1943 pak pracoval v oddělení řídícím francouzské podzemní odbojové hnutí a dále kariérně stoupal. Z titulu své funkce se spolupodílel i na plánování vylodění v Normandii. Na začátku roku 1945 zažádala československá vojenská správa o jeho uvolnění, aby poté vedl misi u generála Eisenhowera.

### Po druhé světové válce
Po skončení druhé světové války působil Ferdinand Otto Miksche v československé vojenské misi u Vrchního velitelství spojeneckých expedičních sil, od prosince 1945 pak jako vojenský atašé ve Francii. V létě 1947 byl ale odvolán a zařazen k řadovému dělostřeleckému pluku. Důvody kariérního pádu nejsou zcela jasné, ale dá se předpokládat, že jdou na vrub postupným politickým změnám v zemi. Ferdinand Miksche ještě před únorem 1948 opustil československou armádu a opět odešel ze země. Vrátil se do Francie, kde byl vítán a působil v tajných službách. Mezi lety 1950 a 1955 přednášel ve službách NATO na vojenské akademii v Portugalsku, po návratu zpět do Francie pracoval jako důstojník zbrojního úřadu v Paříži a v roce 1969 odešel do penze. Publikoval až do své smrti 23. prosince v Le Chesnay nedaleko Paříže.

## Novinářská a spisovatelská kariéra
Novinářská a spisovatelská kariéra Ferdinanda Otty Miksche má svůj počátek v Paříži v roce 1939 po příchodu ze Španělska a díla s vojenskými, politickými a technickými tématy publikoval po celý život. Jde minimálně o dvacet knih, které vycházely v Československu, Velké Británii, Francii, USA, ale třeba i v Argentině nebo Číně. Byl uznávaným vojenským teoretikem. Jeho články se objevily třeba i v The New York Times. První knihu s názvem Blitzkrieg vydal ve Velké Británii v roce 1941 a podle některých zdrojů je právě on autorem tohoto slovního spojení. Jeho stěžejní dílo bylo vydáno květnu 1943 a jednalo se knihu Paratroops (v Československu Parašutisté, vyd. 1947) zabývající se historií, organizací a taktikou výsadkových jednotek. Předmluvu k ní napsal Basil Liddell Hart. Rozruch tato kniha způsobila v době přípravy vylodění v Normandii, kdy si plánovači náhodou povšimli nápadné shody jedné z ilustračních mapek s prostory plánovaných výsadků operace Overlord. Ferdinand Miksche z toho sice měl vysvětlování, ale vzhledem k tomu, že plánovače akce předběhl minimálně o rok, jeho kariéře celý incident spíše prospěl. Jeho pozůstalost je uložena ve vojenské archívu v King's College v Londýně.

## Vyznamenání
- 1944 Československá medaile za zásluhy I. stupně
- 1944 Pamětní medaile československé armády v zahraničí
- 1944 Řád čestné legie V. třídy
- 1946 Medaile svobody s bronzovou palmou
- 1948 Řád čestné legie IV. třídy
- Medalla al Valor
- 1955 Řád koloniální říše